# A Christmas Carol (1984)
A Christmas Carol is een kerstfilm met George C. Scott uit 1984 onder regie van Clive Donner. De film is gebaseerd op het gelijknamige boek van Charles Dickens.

## Verhaal
De film vertelt het bekende verhaal van de verbitterde grijsaard Ebenezer Scrooge die, in tegenstelling tot zijn familie, Kerstmis een verspilling van tijd en geld vindt. De drie geesten die hem vervolgens bezoeken, proberen hem op andere gedachten te brengen.

## Voornaamste verschillen met het originele verhaal
- Neef Freddy heet in de film Hollywell.  Zijn vrouw, die in het boek naamloos is, heet Janet
- In het boek verschijnen de geesten tijdens drie opeenvolgende nachten. Het uur van de eerste twee geesten is ongekend. De derde geest zal om middernacht verschijnen. In de film verschijnen de drie geesten tijdens dezelfde nacht vanaf 1 uur.
- In het boek is Marleys geest transparant gedurende het volledige bezoek. Wanneer hij de kamer verlaat, ziet Scrooge op straat verschillende geketende geesten die gestraft werden omwille van hun hebzucht. In de film is Marleys geest enkel bij zijn verschijning transparant en wordt enkele seconden later "niet-doorschijnend". Hoewel er spookgeluiden te horen zijn, is er op straat niets te zien.
- In de film stierf Scrooges moeder volgens de Geest van Voorbije Kerst in het kraambed tijdens de bevalling van Ebenezer en dat dit de reden was waarom hij werd verbannen door zijn vader. Er wordt geen verklaring gegeven over de bloedverwantschap tussen Ebenezer en zijn zus Fan. In het boek is Fan namelijk jonger dan Ebenezer. In de film moet zij dus ouder of een tweelingzus zijn. Een andere verklaring is dat ze een halfzuster is.
- In de film verschijnt Scrooges vader als Silas daar waar hij in het boek enkel wordt vermeld. Ondanks dat hij ingaat op het verzoek van Fan om Ebenezer thuis kerst te laten vieren, zegt hij persoonlijk tegen zijn zoon dat hij nog steeds niets met hem te maken wil hebben. Desondanks erft Ebenezer van zijn vader waardoor hij voldoende geld heeft om zijn winstgevende zaak op te starten.
- De film bevat een subplot waaruit blijkt dat Ebenezer dacht dat hij enkel aandacht kon krijgen van Belle als hij rijk was en haar een leven vol luxe kon geven.
- In het boek toont de Geest van de Huidige Kerst de goedaardigheid van mensen in diverse situaties. In de film werd dit vervangen door een scène van een dakloze familie die onder een brug tracht te overleven. De familie wil hun vader niet uit het gezin stoten om vervolgens hulp te zoeken in het armenhuis.
- De Geest van de Toekomstige Kerstmis spreekt niet in het boek. In de film maakt hij een griezelig metalig geluid.
- In het boek stelen en verkopen de begrafenisondernemer, huishoudster en wasvrouw Ebenezers bezittingen. In de film is het enkel de huishoudster.
- In het boek zijn de wasvrouw en haar man blij dat Scrooge dood is en hun schulden kunnen afbetalen via een betrouwbaar bedrijf. In de film is deze scène niet aanwezig.
- In het boek arriveert Scrooge bij zijn neef wanneer het kerstfeest al gestart is. In de film vraagt Scrooge aan zijn neef vóór het feest of de uitnodiging nog geldig is.

## Trivia
De Amerikaanse schrijver Louis Bayard meent dat deze verfilming het meest recht doet aan het originele verhaal van Dickens.

## Rolverdeling
| Acteur             | Personage                      |
| ------------------ | ------------------------------ |
| George C. Scott    | Ebenezer Scrooge               |
| Frank Finlay       | Jacob Marley                   |
| Angela Pleasence   | Ghost of Christmas Past        |
| Edward Woodward    | Ghost of Christmas Present     |
| Michael Carter     | Ghost of Christmas Yet to Come |
| David Warner       | Bob Cratchit                   |
| Susannah York      | Mrs. Cratchit                  |
| Anthony Walters    | Tiny Tim                       |
| Roger Rees         | Fred Holywell / Verteller      |
| Caroline Langrishe | Janet Holywell                 |
| Lucy Gutteridge    | Belle                          |
| Nigel Davenport    | Silas Scrooge                  |
| Mark Strickson     | Young Scrooge                  |
| Joanne Whalley     | Fan                            |